# Trialeti-Kultur
Die Trialeti-Kultur ist eine mittelbronzezeitliche Kultur in Armenien und Ostgeorgien. Sie folgte der Kura-Araxes-Kultur.

## Forschungsgeschichte
Die Trialeti-Kultur wurde durch Boris A. Kuftin {Beleg fehlt} anhand der Grabhügel in Trialeti (Südostgeorgien) definiert. Er ordnete sie der frühen und mittleren Bronzezeit, etwa 2200–1500 v. Chr., zu.

## Siedlungen
Siedlungen sind unter anderem aus Berikldeebi und Kachetien bekannt.

## Materielle Kultur
Die Keramik hat eine schwarze oder graue, hochpolierte Oberfläche und imitiert wohl teilweise Metallgefäße. Die Verzierung ist eingeritzt oder plastisch aufgesetzt, teilweise ab der mittleren Phase auch gestempelt. In der Frühphase waren die Gefäße manchmal innen rosa ausgekleidet und besaßen einen breiten Hals und einen schmalen Boden. Später wurden die Gefäße mit der Töpferscheibe hergestellt. Bemalung wird vor allem in der Spätphase häufig. Neben Keramik sind auch Holzgefäße bekannt, teilweise verziert (Bedeni, Kurgan 5). Neben Bronze, Gold und Silber wurde weiterhin Obsidian verarbeitet, so enthielt der Großkurgan von Top-Kar 1 zahlreiche geflügelte flächenretuschierte Obsidianpfeilspitzen.
Aus Bronze wurden Lanzenspitzen, Schaftlochäxte, Dolche und Schwerter gefertigt. Es wurde meist die kaukasische Arsenbronze verwendet, es war aber auch Zinnbronze bekannt (Martkopi, Trialeti Kurgan 18). Aus Gold wurden Perlen, Nadeln und Beschläge gefertigt. Silber diente der Verzierung von Bronzegegenständen (Lanzenspitze aus Kurgan 18 in Trialeti), es wurde aber auch zu Nadeln und Gefäßen verarbeitet (Becher von Trialeti, Kurgan 5, in Punztechnik figürlich verziert). Uschakow sieht in der Darstellung des Bechers von Trialeti hethitischen Einfluss. Aus Gold wurden Tierfiguren (Znori) und Gefäße gefertigt, die teilweise mit aufgesetzten Halbedelsteinen verziert waren (Trialeti) und Nadelköpfe (Bedeni) gefertigt. Auch reines Antimon wurde zu Schmuck verarbeitet. Auf dem Silberbecherdes vom Zalka-Plateau ist eine Prozession von 22 Männern dargestellt, die sich auf eine Person auf einem Thron zubewegen. Womöglich ist eine Kulthandlung oder eine Tributzahlung dargestellt.
Das Fries darunter zeigt einen Zug von Hirschen.
Sakdrissi ist der Name eines frühbronzezeitlichen Bergbaugebiets beim Dorf Kasreti nahe Bolnissi in der südostgeorgischen Region Niederkartlien, das bislang nur als Kupfererzlager untersucht worden war. Bei Grabungen 2005 und 2007 wurde hier das älteste bekannte Goldbergwerk entdeckt, dessen Anfang in das 3. Jahrtausends v. Chr. datiert wird. Die Trialeti-Kultur ist für ihre zahlreichen, aus Gold gefertigten Objekte bekannt.

## Wirtschaftsweise
Da die Siedlungen spärlich sind und die Grabhügel meist in höheren Lagen angelegt wurden, gehen viele Forscher von einem Vorherrschen der Viehzucht, besonders der Rinderhaltung aus. Rinder spielten auch im Bestattungsritual eine Rolle. Schafe und Schweine sind durch Knochenfunde belegt. Wollfäden aus den Gräbern belegen die Bedeutung der Schafzucht.

## Bestattungen
Die Grabhügel (Kurgane) enthalten meist hölzerne Grabkammern und reiche Beigaben. Wagengräber sind zahlreich. Farbreste an in der Gegend am Kzia gefundenen Gebeinen lassen auf Mumifizierung schließen. Die Wagen wurden wohl von Ochsen gezogen, die teilweise mitbestattet wurden (Schepjanski Kurgan). Die Hügel, meist aus einem Steinerdegemisch, können einen Durchmesser von bis zu 100 m haben (Grakliantgora). Der ovale Großkurgan von Znori hat einen maximalen Durchmesser von fast 170 m. In den Kammern, meist aus Eichenholz erbaut, finden sich teilweise verzierte Holzsärge (Bedeni, Kurgan 5). Teilweise sind auch Einbauten aus Trockenmauern bekannt. In der späteren Phase kommen auch Brandbestattungen vor (Top-Kar 1).
An Grabbeigaben wurden kupferne Dolche, Pfeilspitzen aus Obsidian und verschiedene goldene Gegenstände gefunden. Auch silberne Beigaben fand man, in einigen Gegenden auch Tongeschirr. In der Blütezeit waren größeren Kurgane innen mit Steinplatten ausgelegt und mit Keramik verziert. In einigen Kurganen wurden an den Steinwänden Darstellungen entdeckt, die nach Ansicht des Archäologen Otar Dschaparidse eine einfache Schrift darstellen, die sich jedoch nicht weiterentwickelt hat. Die Bestattungen sind oft bereits seit dem Altertum ausgeraubt.

## Ursachen des Wandels
Diese Entwicklungen werden von manchen Forschern auf die Einwanderung von möglicherweise indogermanischen Viehnomaden zurückgeführt. Heinz Fähnrich dagegen nimmt ein Absinken des Grundwasserspiegels als Ursache an, der den Ackerbau so eingeschränkt habe, dass die alten Siedlungen der Kura-Araxes-Kultur verlassen wurden, die Viehzucht an Bedeutung gewann und die Menschen die Gebirge und Hochländer besiedelten.

## Wichtige Fundorte
- Bedeni
- Berikldeebi
- Kachetien, Alasanital
- Kurgane von Martkopi (Ulewari)
- Mes'cheti-Dschawachetien (Artaani, Kura)
- Surtaketi
- Trialeti
- Zalka-Plateau